# مهنا واقص العنزی
مهنا واقص العنزی (انگلیسی: Mohanna Waqes؛ زادهٔ ۱۸ نوامبر ۱۹۸۳) یک بازیکن فوتبال اهل عربستان سعودی است.